# Moosburg an der Isar
Pour les articles homonymes, voir Moosburg.
Moosburg an der Isar est une ville de Bavière (Allemagne), située dans l'arrondissement de Freising, dans le district de Haute-Bavière.
Elle est jumelée avec la ville de Bry-sur-Marne depuis 1973.